# Friede von Lissabon
Der Friede von Lissabon beendete am 13. Februar 1668 den Restaurationskrieg zwischen Spanien und Portugal und wurde zwischen dem portugiesischen König Alfons VI. und dem spanischen König Karl II. geschlossen. Spanien musste auf alle Ansprüche auf den portugiesischen Thron verzichten und Portugal als unabhängiges Land anerkennen. Dafür trat Portugal Ceuta und die Isla Perejil an Spanien ab.